# Max Adler (sociologue)
Pour les articles homonymes, voir Max Adler et Adler.
 (août 2024).

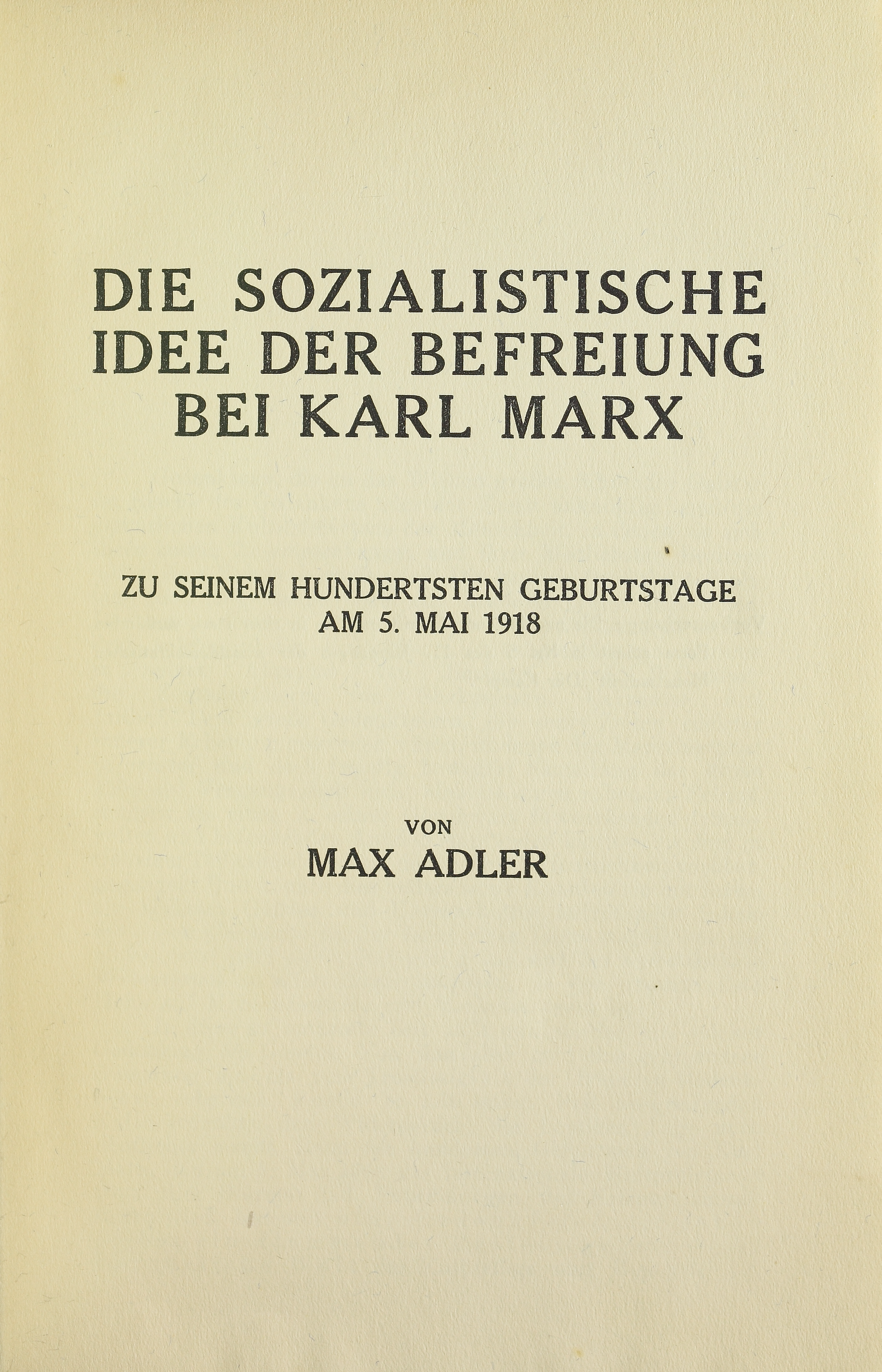
Sozialistische Idee der Befreiung bei Karl Marx, 1918

Max Adler était un sociologue marxiste autrichien né le 15 janvier 1873 à Vienne et mort dans la même ville le 28 juin 1937. Il fut l'un des principaux représentants de l'austro-marxisme. Adler est plus précisément un « philosophe social » ((de) Sozialphilosophie), mais cette dénomination ne s'est jamais imposée dans le monde francophone où la sociologie et la philosophie sont moins en dialogue qu'elles ne le sont en Allemagne, par exemple.

## Biographie
D'abord étudiant en droit, Max Adler se consacre très tôt à la philosophie et à la sociologie, puis il entre au Parti social-démocrate d'Autriche (SPÖ). En 1903, il fonde une école ouvrière avec Karl Renner et Rudolf Hilferding. L'année suivante, il crée la célèbre collection des « Marx Studien ».
Durant la Première Guerre mondiale, il milite dans l'aile gauche du SPÖ qui dénonce la guerre et continue à s'affirmer internationaliste, et il soutient le mouvement des conseils ouvriers. À partir de 1927, il collabore avec Paul Levi à Der Klassenkampf (La lutte des classes), le journal de l'aile gauche du Parti social-démocrate d'Allemagne (SPD). Il travaille à cette période comme professeur de sociologie et de philosophie sociale à l'université de Vienne. 
Les travaux d'Adler tentent de dégager le marxisme du dogmatisme léniniste, trotskiste ou stalinien qui s'approprient diversement la doctrine de Marx. Il refuse de concevoir le marxisme comme une Weltanschauung (« vision » ou « conception du monde ») et se donne pour objectif d'en développer la dimension épistémologique et sociologique. À ses yeux, la démarche de Marx allie une philosophie de la connaissance à une pratique sociale (Praxis), et son système peut, selon lui assimiler les apports d'autres courants, en l'occurrence le néo-kantisme ou le positivisme d'Ernst Mach. Concevant le marxisme comme un système ouvert, l'analyse critique est, selon lui, la plus apte à être considérée comme l'acte d'émancipation par excellence. Comme l'écrit Raoul Vaneigem : « C'est elle qui doit guider le mouvement ouvrier, non la stratégie d'une prise du pouvoir où le prolétariat ne se laisse jamais guider que par ceux-là mêmes qui deviendront demain ses nouveaux oppresseurs ».
Refusant toutefois de verser dans les illusions de la démocratie parlementaire, Adler estime que la solution réside dans la démocratie directe, dont les conseils ouvriers offrent le modèle le plus acceptable. C'est la thèse qu'il développe dans Démocratie et conseils ouvriers.
Éclipsé par le bolchévisme, Adler est peu connu aujourd'hui. Ses travaux ont toutefois eut une influence sur certains de ses contemporains comme Karl Mannheim et il compte aujourd'hui comme une figure importantes du courant marxiste non-orthodoxe qui rassemble également Georg Lukacs (dans ses premiers écrits) ou Karl Korsch.

## Publications
- (de) Kausalität und Teleologie im Streite um die Wissenschaft, Vienne, 1904.
- (de) Wegweiser. Studien zur Geistesgeschichte des Sozialismus, Stuttgart, Dietz, 1914.
- (de) Der Sozialismus und die Intellektuellen, Vienne, 1910.
- (de) Demokratie und Rätesystem, Vienne, 1919.
- (de) Die Staatsauffassung des Marxismus, Vienne, 1922.
- (de) Das Soziologische in Kants Erkenntniskritik, Vienne, 1924.
- (de) Kant und der Marxismus, Berlin, 1925.
- (de) Politische und soziale Demokratie, Berlin, 1926.
- (de) Lehrbuch der materialistischen Geschichtsauffassung, 2 t., Berlin 1930-1931.
- (de) Das Rätsel der Gesellschaft, Vienne, 1936.